# Thompson (Manitoba)
Thompson è una città canadese di 12 829 abitanti.